# Daniel Kilgore
Daniel Kilgore (* 1793 in Kings Creek, Hancock County, West Virginia; † 12. Dezember 1851 in New York City, New York) war ein US-amerikanischer Politiker der Demokratischen Partei. Vom 1. Dezember 1834 bis zum 4. Juli 1838 war er Mitglied des Repräsentantenhauses der Vereinigten Staaten für den 19. Kongressdistrikt des Bundesstaates Ohio.

## Leben
Kilgore wurde in Kings Creek im US-Bundesstaat West Virginia geboren. Dort besuchte er die Schule. Er zog nach Cadiz um. Von 1828 bis 1832 saß Kilgore im Staatssenat.
Aufgrund des Rücktritts von Humphrey H. Leavitt wurde Kilgore in einer Special Election im 19. Kongressdistrikt von Ohio 1834 ins US-Repräsentantenhaus gewählt. Den 19. Distrikt vertrat er dort bis 1838, als er sich aus der Politik vorzeitig zurückzog.
1851 starb Kilgore in New York City.